# 魔法小天使
《我是小甜甜》是Studio Pierrot所製作的电视動畫作品，於1983年7月1日至1984年6月29日播放，是Pierrot魔法少女系列第一部作品。主角的配音由偶像歌手太田贵子担任。本片也於意大利的电视台播放，並修改了部分歌词。而該作品也曾分別在1985年和1986年於無線電視翡翠台和華視播放。

## 故事簡介
故事講述10歲的小學女生森澤優在偶然機遇下得到魔法後，可以變身成16歲的美少女「魔法小天使」。後來還誤打誤撞進入演藝界，成為紅透半邊天的女歌星。

## 登場人物
森澤優／Creamy Mami
配音：太田貴子（日本）；孫明貞（動畫）、黃麗芳（OVA）（香港）；王晓燕（中國大陸）
港譯沈小桃／小忌廉，台譯小蝶／巧克力甜甜，陸譯小甜甜。
主角。就讀小學，10歲。偶然好奇下追看跑馬場的水晶船，近晚時在水晶船使者帶入參觀，水晶船主為答謝得以找得回到"飛翔之星"座標，饋贈一只有神奇魔法的小算機供使用一年。在魔法變身及原來面貌雙重身份下，生活就此多姿多彩。
大伴俊夫
配音：水島裕（日本）；馮錦堂（動畫）、袁淑珍（OVA）（香港）；刘喜瑞（中國大陸）
港譯俊興，台譯小龍，陸譯俊夫。
主角的青梅竹馬。對小蝶＝巧克力甜甜，一概不知。憶起小蝶變身事，就是魔法被回收日。
如月綠
配音：安西正弘（日本）；林保全（動畫）、林丹鳳（OVA）（香港）；滕奎興（中國大陸）
港譯阿祿，台譯秦阿綠，陸譯。
小龍的同伴，胖身熊男。笨拙害羞，很喜歡小蝶。
綾瀬惠
配音：島津冴子（日本）；姚天麗（動畫）、雷碧娜（OVA）（香港）；郝琳傑（中國大陸）
港譯，台譯花蕾，陸譯雅子。
女聲傳播公司當紅女伶，美豔凌人，常暱稱負責人「阿正」，與負責人一語不合就當眾給耳光難堪。視巧克力甜甜為對手。
涅加／波奇
配音：肝付兼太／三田友子（日本）；梁緻盈／樂蔚（動畫）、區瑞華／梁少霞（OVA）（香港）；佟春光／蘭燕（中國大陸）
港譯嘉寶、嘉麗，台譯佳佳、菲菲，陸譯和志、波奇
來自飛翔之星，涅加藍耳雄性叫佳佳，波奇粉耳雌性叫菲菲，大小在巴掌以內的迷你貓型外星人，待在小蝶身邊擔當魔法解說使。倆本身具透視超能力，除小蝶以外，不管怎麼語言表達都被聽成貓叫。
立花慎悟
配音：井上和彥（日本）；黃健強（動畫）、郭志權（OVA）（香港）；陳大千（中國大陸）
港譯歐陽立仁，台譯葛利正。
女聲傳播公司經理，俊俏花花美男子。對小蝶魔法變身後的巧克力甜甜驚為天人，讓甜甜成歌手的功臣。為巧克力甜甜住處，異想天開化身茉莉女士，反惹來自己父親及老楊青睞。
森澤哲夫
配音：村山明（日本）；盧國權（香港）；韓力（中國大陸）
港譯沈哲明，台譯阿哲（動畫中的夫妻間暱稱）。
與阿美同為小蝶父母。為人親切，販賣各種口味可麗脆餅速食為生，住宅一樓屬內用吧檯，門口有醒目改造的午后營業貨車脆餅攤，動畫中有不少貨車脆餅攤外地生意或出遊事。
年青時是暴走族。
動畫34話中夫妻倆客串「意外驚喜」節目錄製，曾完成兩盤千層餅皮置在內用吧檯上。
森澤棗
配音：土井美加（日本）；黃麗芳（動畫）、林元春（OVA）（香港）；李韞慧（中國大陸）
港譯沈津美,台譯阿美（動畫中的夫妻間暱稱）。
年青時有曾參加比賽歌唱怯場，成心裡過不去的檻。
木所隼人
配音：亀山助清（日本）；梁曉峰（動畫）、陳欣（OVA）（香港）；方樹橋（中國大陸）
港譯木念，台譯老楊(楊立業)。
任職女聲傳播公司，花蕾及巧克力甜甜的經紀人。人生以升上科長為目標大步邁進。
日高守
配音：神保直美 → 鈴木黎子（第49、51集代配）（日本）；方煥蘭（香港）
轉校生，來自北海道，優的同班同學。
皮諾
配音：間嶋里美 → 中野聖子（日本）；區瑞華（香港）；賈麗娜（中國大陸）
港譯阿基，台譯小皮諾。
人型外星人，水晶船船主。將小算機借小蝶使用一年限，要求不能讓任何人見到變身。形體和佳佳、菲菲同大小。

## 動畫
香港無綫電視於1984年買下其播映權，並在1985年1月7日首播（逢星期一至五晚上六時播映，每次播映半小時），並於同年3月19日播畢。主題曲由戴蘊慧主唱，其後李珊珊於十多年後重唱此曲。於2004年1月31日安排於當時剛開台的銀河衛視的TVBQ重播，其後於2005年11月20日再次播放，而於2011年12月13日在無線兒童台作第三次重播。於2024年5月17日在myTV SUPER上架，主題曲由羅毓儀演唱。
台灣中華電視公司於1986年9月12日首播，前期主題曲由汪石泉作詞及譜曲、華聲兒童合唱團主唱，後期王佩雯小朋友獨唱搭女聲合音的版本。後來於心動頻道、衛視中文台、卡通頻道等頻道重播過，心動頻道與衛視中文台重播時沿用台灣版主題歌；而卡通頻道重播初期仍沿用台灣版主題歌，後來改為原版，係行政院新聞局電檢尺度及台灣民情，動畫較偏感情的（接吻）頗全裸的（如蝴蝶花精女體）或較感傷的（如魔法棒如何從棒演成星型手鈴）就成遺珠，沒播出。台灣版的森澤優變身成巧克力甜甜初次歌唱成名曲"世界像一座彩屋"，動畫52話"最後的演出"中穿插曲"春之晨"、"迎春花"、"笑的花朵"等，皆出自“瞇瞇眼歌后”陳蘭麗的原聲歌曲。
中国大陆於1997年5月由深圳电视台引进，並由辽宁儿童艺术剧院和辽宁人民艺术剧院配音，沿用台湾版主题曲。各大省级卫视于中午12点和晚间5点轮番两集连播多次。

## 製作人員
- 原作、構成：伊藤和典
- 製作：布川郁司
- 人物设计：高田明美
- 美術監督：小林七郎
- 作畫監督（總作畫監督）：河内日出夫
- 音響監督：藤山房延
- 攝影監督：若菜章夫
- 音樂：馬飼野康二
- 片頭曲、片尾曲動畫製作：森山雄治、阿部司（後期片尾曲）
- 動畫製作：Studio Pierrot
- 製作：大野實、伏川政明 → 鈴木義瀧

## 主題曲
| 類別   | 歌曲                                    | 作詞                             | 作曲       | 編曲       | 歌手                                         |
| ------ | --------------------------------------- | -------------------------------- | ---------- | ---------- | -------------------------------------------- |
| 片頭曲 | 「喜歡精緻」（デリケートに好きして）                        | 古田喜昭（日語）、鄭國江（粵語） | 古田喜昭   | 大村雅朗   | 太田貴子（日語）、戴蘊慧（粵語）             |
| 片尾曲 | 「穿著睡衣」（パジャマのままで）（前期、最終集）        | 古田喜昭                         | 古田喜昭   | 大村雅朗   | 太田貴子                                     |
| 片尾曲 | 「隨便LOVE」（LOVEさりげなく）（後期）                | 三浦徳子                         | 小田裕一郎 | 西村昌敏   | 太田貴子 松本孝弘在B'z結成前參與了吉他演奏。 |
| 插入曲 | 「BIN・KAN胭脂」（BIN・KANルージュ）                    | 岩里祐穂                         | 亀井登志夫 | 岩本正樹   | 太田貴子                                     |
| 插入曲 | 「美丽的震惊」（美衝撃）（最終集）            | 亜蘭知子                         | 織田哲郎   | 西村昌敏   | 太田貴子                                     |
| 插入曲 | 「輕聲說愛你-Je t'aime-」（囁いてジュテーム-Je t'aime-）（最終集） | 亜蘭知子                         | 織田哲郎   | 馬飼野康二 | 島津冴子                                     |
| 插入曲 | 「在最后的吻GOOD LUCK!」（ラストキッスでGOOD LUCK!）（第10集）  | 古田喜昭                         | 古田喜昭   | 馬飼野康二 | 島津冴子                                     |
| 插入曲 | 「优秀的魔法小天使」（優のクリィミーマミ）（第17集）                | 古田喜昭                         | 古田喜昭   | 馬飼野康二 | 島津冴子                                     |

## 各集列表
| 話數 | 日文標題                 | 中文標題              | 香港TVB標題              | 劇本            | 分鏡     | 演出       | 作畫監督                   | 日本首播日     | 香港首播日    |
| ---- | ------------------------ | --------------------- | ------------------------ | --------------- | -------- | ---------- | -------------------------- | -------------- | ------------- |
| 1    | フェザースターの舟       | 夢幻般的水晶船        | 宇星的太空船             | 伊藤和典        | 小林治   | 小林治     | 河内日出夫                 | 1983年7月1日   | 1985年1月7日  |
| 2    | スター誕生!              | 明星誕生              | 歌星誕生                 | 伊藤和典        | 高橋資祐 | 立場良     | 高橋信也                   | 1983年7月8日   | 1985年1月8日  |
| 3    | デビュー! デビュー!!     | 初次登場              | 登場表演                 | 伊藤和典        | 立場良   | 立場良     | 高橋信也 高田明美          | 1983年7月15日  | 1985年1月9日  |
| 4    | スクランブル トップテン  | 拒絕演出              | 十大歌曲                 | 島田滿          | 望月智充 | 望月智充   | 河内日出夫                 | 1983年7月22日  | 1985年1月10日 |
| 5    | あぶない!? マミの秘密!   | 危險！優的秘密！      | 小忌廉的秘密會洩漏       | 戸田博史        | 青木悠三 | 立場良     | 古瀬登 三原武憲 山内昇寿郎 | 1983年7月29日  | 1985年1月11日 |
| 6    | 伝説の雄鹿               | 傳說的雄鹿            | 柳川茂                   | 橋本直人        | 橋本直人 | 河内日出夫 |                            | 1983年8月5日   | 1985年1月14日 |
| 7    | 大親分に花束を!          | 給黑老大獻花          | 與人為善                 | 土屋斗紀雄      | 石田晋一 | 安濃高志   | 高橋信也                   | 1983年8月12日  | 1985年1月15日 |
| 8    | 渚のミラクルデュエット   | 奇蹟般的二重唱        | 海灘上二人合唱           | 金子修介        | 水谷貴哉 | 望月智充   | 後藤真砂子                 | 1983年8月19日  | 1985年1月16日 |
| 9    | ま夏の妖精               | 夏天的妖精            | 夏天仙女                 | 島田満          | 立場良   | 立場良     | 大坂竹志                   | 1983年8月26日  | 1985年1月17日 |
| 10   | ハローキャサリン         | 夢之盒                | Hello 卡賽琳             | 小西川博        | 安濃高志 | 安濃高志   | 河内日出夫                 | 1983年9月2日   | 1985年1月18日 |
| 11   | パパは中年ライダー       | 父親離家出走          | 爸爸係鐵騎士             | 戸田博史        | 案納正美 | 市川五領   | 遠藤麻未                   | 1983年9月9日   | 1985年1月21日 |
| 12   | スタジオは大停電!        | 攝影棚大停電！        | 錄影室有鬼               | 土屋斗紀雄      | 玉野陽美 | 玉野陽美   | 河内日出夫                 | 1983年9月16日  | 1985年1月22日 |
| 13   | 鏡のむこうのマミ         | 鏡子裡的優            | 鏡中小忌廉               | 柳川茂          | 水谷貴哉 | 水谷貴哉   | 遠藤麻未                   | 1983年9月23日  | 1985年1月23日 |
| 14   | 私のMr.ドリーム          | 我的水晶夢            | 夢先生到訪               | 島田満          | 望月智充 | 望月智充   | 後藤真砂子                 | 1983年9月30日  | 1985年1月24日 |
| 15   | 虹色の天使               | 彩虹色的天使          | 天外來客 貝立            | 土屋斗紀雄      | 立場良   | 立場良     | 河内日出夫                 | 1983年10月7日  | 1985年1月25日 |
| 16   | 海に消えたメモリー       | 消失在海中的記憶      | 讓回憶永遠留在海底       | 島田満          | 玉野陽美 | 玉野陽美   | 高橋信也                   | 1983年10月14日 | 1985年1月28日 |
| 17   | 時のねむる森             | 在沉睡森林            | 將時間停留在森林         | 柳川茂          | 青木悠三 | 市川五領   | 遠藤麻未                   | 1983年10月21日 | 1985年1月29日 |
| 18   | ざしきわらしの           | 冒険在電視台冒險      | 小靈精係不速之客         | 小西川博        | 安濃高志 | 安濃高志   | 河内日出夫                 | 1983年10月28日 | 1985年1月30日 |
| 19   | マミの一番長い日         | 最漫長的一天          | 歷盡艱苦的旅程           | 伊藤和典 島田満 | 立場良   | 立場良     | 高橋信也                   | 1983年11月4日  | 1985年1月31日 |
| 20   | 危険なおくりもの!        | 危險的禮物            | 土屋斗紀雄               | 望月智充        | 望月智充 | 後藤真砂子 |                            | 1983年11月11日 | 1985年2月1日  |
| 21   | かわいい恋のパーティ     | 可愛的愛情的派對      | 生日舞會的趣事           | 島田満          | 玉野陽美 | 玉野陽美   | 遠藤麻未                   | 1983年11月18日 | 1985年2月4日  |
| 22   | みどりくんとプップクプー | 吹笛子的少年          | 阿綠和吹喇叭的巴比       | 川崎知子        | 安濃高志 | 安濃高志   | 河内日出夫                 | 1983年11月25日 | 1985年2月5日  |
| 23   | 星のパラソル             | 星星廣場              | 大會堂的圓頂屋           | 小西川博        | 大町繁   | 大町繁     | 混進之介                   | 1983年12月2日  | 1985年2月6日  |
| 24   | クマ熊オーディション     | 和灰熊在一起          | 熊人拍戲                 | 柳川茂          | 立場良   | 立場良     | 遠藤麻未                   | 1983年12月9日  | 1985年2月7日  |
| 25   | 波乱! 歌謡祭の夜         | 歌謠節的晚上          | 歌謠之夜大騷動           | 伊藤和典        | 青木悠三 | 安濃高志   | 河内日出夫                 | 1983年12月16日 | 1985年2月8日  |
| 26   | バイバイ・ミラクル       | 再現奇蹟？            | 再見啦神仙棒             | 伊藤和典        | 望月智充 | 望月智充   | 後藤真砂子                 | 1983年12月23日 | 1985年2月11日 |
| 27   | フェザースターへ!        | 魔力再現              |                          | 伊藤和典        | 玉野陽美 | 玉野陽美   | 遠藤麻未                   | 1984年1月6日   | 1985年2月12日 |
| 28   | ふしぎな転校生           | 奇怪的轉校生          | 奇怪的新生               | 小西川博        | 大町繁   | 大町繁     | 混進之介                   | 1984年1月13日  | 1985年2月13日 |
| 29   | ロープウェイ・パニック   | 繩索纜車危機          | 吊車驚魂                 | 金子修介        | 立場良   | 立場良     | 河内日出夫                 | 1984年1月20日  | 1985年2月14日 |
| 30   | 前略おばあちゃん         | 親愛的奶奶            | 鄉下的祖母               | 柳川茂          | 向後知一 | 本郷满鹤   | 遠藤麻未                   | 1984年1月27日  | 1985年2月15日 |
| 31   | 優のフラッシュダンス     | 跳舞的優              | 小桃學跳舞               | 伊藤和典        | 望月智充 | 望月智充   | 後藤真砂子                 | 1984年2月3日   | 1985年2月18日 |
| 32   | 二人だけのバレンタイン   | 只有兩個人的情人節    | 情人節                   | 島田満          | 大町繁   | 大町繁     | 混進之介                   | 1984年2月10日  | 1985年2月19日 |
| 33   | 恐怖のハクション!        | 可怕的噴嚏            | 恐怖的噴嚏               | 小西川博        | 安濃高志 | 安濃高志   | 河内日出夫                 | 1984年2月17日  | 1985年2月20日 |
| 34   | スネークジョーの逆襲     | 焦的反攻              | 阿祖的陰謀               | 丸子敬子        | 立場良   | 立場良     | 遠藤麻未                   | 1984年2月24日  | 1985年2月21日 |
| 35   | 立花さん、女になる!?     | 立花女士              | 立仁先生變女人           | 伊藤和典        | 玉野陽美 | 玉野陽美   | 千葉順三                   | 1984年3月2日   | 1985年2月22日 |
| 36   | 銀河サーカス1984         | 銀河馬戲團1984        | 銀河馬戲班               | 島田満          | 大町繁   | 大町繁     | 混進之介                   | 1984年3月9日   | 1985年2月25日 |
| 37   | マリアンの瞳             | 被詛咒的新娘禮服      | 恐怖的婚紗               | 島田満          | 望月智充 | 望月智充   | 後藤真砂子                 | 1984年3月16日  | 1985年2月26日 |
| 38   | ときめきファンクラブ     | 狂熱的小甜甜俱樂部    | 興奮的歌迷會             | 土屋斗紀雄      | 安濃高志 | 安濃高志   | 遠藤麻未                   | 1984年3月23日  | 1985年2月27日 |
| 39   | ジュラ紀怪獣オジラ!      | 侏羅記怪獸            | 侏羅紀的怪獸             | 伊藤和典        | 立場良   | 立場良     | 河内日出夫                 | 1984年3月30日  | 1985年2月28日 |
| 40   | くりみヶ丘小麦粉戦争     | 小甜餅大戰            | 生意爭奪戰               | 小西川博        | 大町繁   | 大町繁     | 混進之介                   | 1984年4月6日   | 1985年3月1日  |
| 41   | 勉強しすぎに御用心       | 參加補習班            | 欲速不達                 | 柳川茂          | 望月智充 | 望月智充   | 後藤真砂子                 | 1984年4月13日  | 1985年3月4日  |
| 42   | ママの思い出ステージ     | 媽媽的紀念舞台        | 媽媽的舞台回憶           | 丸子敬子        | 向後知一 | 向後知一   | 遠藤麻未                   | 1984年4月20日  | 1985年3月5日  |
| 43   | 走れ優! カメよりも速く   | 奔跑的優！比龜快      | 時間大混亂               | 島田満          | 玉野陽美 | 玉野陽美   | 河内日出夫                 | 1984年4月27日  | 1985年3月6日  |
| 44   | SOS! 夢嵐からの脱出      | SOS！從夢幻暴風雨逃出 | 從暴風中逃出             | 伊藤和典        | 安濃高志 | 安濃高志   | 遠藤麻未                   | 1984年5月4日   | 1985年3月7日  |
| 45   | 悲しみの超能力少年       | 悲傷的超能力少年      | 可怕的超能力量           | 丸子敬子        | 大町繁   | 大町繁     | 混進之介                   | 1984年5月11日  | 1985年3月8日  |
| 46   | 私のすてきなピアニスト   | 我的極好的鋼琴家      | 重振旗鼓                 | 土屋斗紀雄      | 望月智充 | 望月智充   | 後藤真砂子                 | 1984年5月18日  | 1985年3月11日 |
| 47   | マミのファーストキス     | 優的初吻              | 小忌廉的初吻             | 島田満          | 立場良   | 立場良     | 河内日出夫                 | 1984年5月25日  | 1985年3月12日 |
| 48   | 優とみどりの初デート!    | 優的第一次約會        | 小桃和阿綠的初次約會     | 伊藤和典        | 玉野陽美 | 玉野陽美   | 遠藤麻未                   | 1984年6月1日   | 1985年3月13日 |
| 49   | 潜入! 立花さんちの秘宝   | 潛入！立花的秘寶      | 潛入白雄先生家中的藏寶室 | 小西川博        | 大町繁   | 大町繁     | 混進之介                   | 1984年6月8日   | 1985年3月14日 |
| 50   | マミがいなくなる…        | 提前演出              | 小忌廉失蹤               | 伊藤和典        | 望月智充 | 望月智充   | 後藤真砂子                 | 1984年6月15日  | 1985年3月15日 |
| 51   | 俊夫! 思い出さないで     | 不要想起！俊夫！      | 俊興恢復記憶             | 伊藤和典        | 立場良   | 立場良     | 遠藤麻美                   | 1984年6月22日  | 1985年3月18日 |
| 52   | ファイナル・ステージ     | 最後的演出            | 小忌廉最後演出           | 伊藤和典        | 小林治   | 向後知一   | 河内日出夫                 | 1984年6月29日  | 1985年3月19日 |

- 魔法小天使 永遠的Once More （1984年） - 電視動畫總集篇+續篇
- 魔法小天使 Lovely Serenade （1985年） - 音樂剪輯
- 魔法小天使 Long Goodbye（港譯《永遠偶像小忌廉》）（1985年） - 系列完結篇
- Creamy Mami Song Specials 2 Curtain call（1986年） - 音樂剪輯
- 《小忌廉Long Goodbye》(港譯《永遠偶像小忌廉》，無線電視翡翠台1995年8月5日首播、1996年4月4日重播)

## Pierrot魔法少女系列

Pierrot魔法少女系列

## OVA

### 魔法小天使 永遠的Once More
故事簡介：立花信悟放出巧克力甜甜要再出專輯，並舉行無售票個人小型演出消息後，引來森澤優、綾瀬惠等人通力合作查出真相……，巧克力甜甜真的回來了！！
主題曲
| 歌曲                                                  | 作詞     | 作曲     | 編曲     | 歌手     |
| ----------------------------------------------------- | -------- | -------- | -------- | -------- |
| 「美丽的震惊」（美衝撃）（初回發佈版）                      | 亚蘭知子 | 織田哲郎 | 西村昌敏 | 太田貴子 |
| 「輕聲說愛你－Je t'aime－」（囁いてジュテーム－Je t'aime－）（普通版、電視撥放版） | 亚蘭知子 | 織田哲郎 | 岩本正樹 | 太田貴子 |

製作人員
- 企劃：布川裕治
- 原作、構成、腳本：伊藤和典
- 人物設定：高田明美
- 作畫監督：河内日出夫、後藤真砂子
- 音響監督：藤山房延
- 攝影監督：若菜章夫
- 音樂：馬飼野康二
- 美術監督：小林七郎
- 導演：小林治
- 製作：大野実、鈴木義瀧
- 分鏡、演出：望月智充
- 動畫製作：Studio Pierrot
- 原畫：鈴木玲子、北久保弘之、菊池道隆、柳田義明、原博、望月智充、後藤真砂子 等
- 動畫：宍户久美子、加藤学 等

主要人物
原創人物
早川愛 配音：（日）松井菜櫻子

### 魔法小天使 Lovely Serenade
| 類別   | 歌曲                          | 作詞        | 作曲       | 編曲       | 歌手     |
| ------ | ----------------------------- | ----------- | ---------- | ---------- | -------- |
| 片尾曲 | 「最适合您的药物」（あなたに一番効く薬）        | :友井久美子 | 松田良     | 難波正司   | 太田貴子 |
| 插入曲 | 「喜欢精致」（デリケートに好きして）              | 古田喜昭    | 古田喜昭   | 大村雅朗   | 太田貴子 |
| 插入曲 | 「BIN・KAN胭脂」（BIN・KANルージュ）          | 岩里祐穂    | 亀井登志夫 | 岩本正樹   | 太田貴子 |
| 插入曲 | 「美丽的震惊」（美衝撃）            | 亚蘭知子    | 織田哲郎   | 西村昌敏   | 太田貴子 |
| 插入曲 | 「隨便LOVE」（LOVEさりげなく）              | 三浦徳子    | 小田裕一郎 | 西村昌敏   | 太田貴子 |
| 插入曲 | 「优秀的奶油妈咪」（優のクリィミーマミ）        | 古田喜昭    | 古田喜昭   | 馬飼野康二 | 太田貴子 |
| 插入曲 | 「穿着睡衣」（パジャマのままで）              | 古田喜昭    | 古田喜昭   | 大村雅朗   | 太田貴子 |
| 插入曲 | 「輕聲說愛你-Je t'aime-」（囁いてジュテーム－Je t'aime－） | 亚蘭知子    | 織田哲郎   | 馬飼野康二 | 島津冴子 |
| 插入曲 | 「最适合您的药物」（あなたに一番効く薬）        | 友井久美子  | 松田良     | 難波正司   | 太田貴子 |

### 魔法小天使 Long Goodbye
故事簡介
夏日豔陽之下，優在樓梯間突然變身為巧克力甜甜，令身後的俊夫大吃一驚。因不知道變回優的方法，兩人苦惱之餘卻遇到了綾瀬恵和立花慎悟。無奈接下了新的工作，到了夜晚才發現又突然變回了優。白天黑夜交替變身，讓拍攝工作更加困難重重。優跟俊夫要怎麼一起克服呢？
登場人物
原創人物
早川愛 配音：（日）松井菜櫻子
女記者 配音：（日）深見梨加
少女 配音：（日）星野樱子
記者 配音：（日）大塚芳忠、古田信幸、鈴木勝美
主題曲
| 類別   | 歌曲               | 作詞       | 作曲     | 編曲     | 歌手     |
| ------ | ------------------ | ---------- | -------- | -------- | -------- |
| 主題曲 | 「心的SEASON」（ハートのSEASON） | 恩田久義   | 尾関裕司 | 難波正司 | 太田貴子 |
| 片尾曲 | 「女孩谈话」（ガールズ・トーク）   | 友井久美子 | 尾关裕司 | 難波正司 | 太田貴子 |

製作人員
- 演出、分鏡：望月智充
- 監修：小林治
- 製作：布川裕治
- 企劃：读卖广告社
- 腳本：伊藤和典
- 人物設定：高田明美
- 原畫：柳田義明、原博、菊池道孝 等
- 攝影監督：橋本和典
- 美術監督：小林七郎
- 音樂：山中守正
- 音響監督：藤山房延
- 作畫監督：後藤真砂子
- 版面監修：芝山努、須田裕美子
- 機械設計：高木弘樹
- 動畫製作：Studio Pierrot

### Creamy Mami Song Specials 2 Curtain call
主題曲
| 類別   | 歌曲                      | 作詞     | 作曲     | 編曲     | 歌手               |
| ------ | ------------------------- | -------- | -------- | -------- | ------------------ |
| 主題曲 | 「魔法的沙漏」（魔法の砂時計）        | 望月智充 | 難波正司 | 難波正司 | 太田貴子           |
| 片尾曲 | 「权・限」（MA・WA・LE・MI・GI）            | 古田喜昭 | 古田喜昭 | 難波正司 | 島津冴子＆太田貴子 |
| 插入曲 | 「玛瑙记忆」（渚のメモリー）          | 島津冴子 | 久石讓   | 難波正司 | 島津冴子           |
| 插入曲 | 「I Can't Say "Bye-Bye"」 | 古田喜昭 | 古田喜昭 | 難波正司 | 太田貴子           |

製作人員
- 企劃：末吉博彦
- 構成、演出：伊藤和典、望月智充
- 人物設定：高田明美
- 分鏡：望月智充、小林和彦
- 作畫監督：後藤真砂子
- 美術：河野次郎
- 原畫：後藤真砂子、菊池道孝 等
- 錄音監督：藤山房延
- 音樂：馬飼野康二
- 動畫製作：Studio Pierrot

## 其他

### 成功原因
在當時的社會，魔法小天使是首套可以實現不少少女心中的夢想的動畫片，即既可以嘗試身為歌星在台上唱歌、穿著漂亮的衣服，又有兩只可愛的小貓相隨，還受到自己喜歡的青梅竹馬男友鍾情。

### 後續作品
由於小蝶是一個愛探索新事物的少女，變成魔法小天使後自然經歷不同的遭遇，令劇情變得奇情有趣，加上魔法小天使的歌曲非常動聽，該片播出後立即在港日兩地大受歡迎，擊敗了另一套同類型卡通片《妙趣小飛仙》。因此該制作公司隨後乘此熱潮製作了三套相類的魔法少女動畫，分別是《貝露莎》、《小小魔術師》及《阿美阿美》，而其他公司亦紛紛彷製，但他們的成就及震撼度皆遠遠不及魔法小天使。

### 相關商品
由於魔法小天使的效應，使平時不少較少看少女漫畫的男生亦留意到本劇集，這使漫畫店有關魔法小天使的相關產品，如：GK模型、原畫等的行情看漲。另一方面，不少商人亦乘機推出相關產品，讓小女生手持玩具魔法棒一嘗“變身”為魔法小天使的心願。

### 投訴
第37集《被詛咒的新娘禮服》被指為過份血腥。例如該集於香港播出的時候，影視及娛樂事務管理處接到不少家長致電投訴；有不少家長更選擇在節目中途關掉電視機，以安撫所影響的兒童。這次事件不單使這套卡通片登上香港報章的港聞版，當時香港一份雜誌《漫畫周刊》還煞有介事的以這次事件作為專題，並聲稱要為小忌廉搞追悼會；不過，當中一幅插圖的名字卻被寫成“小妓廉”，引起小忌廉迷的不滿，紛紛向出版社投訴。

### 出版品
（漫畫,早期出版品,無ISBN）
魔法的天使奶油妈妈，全３集。
第一集第二集 北川优子／著作:伊藤和典，講談社 1984年3月。
第三集 計奈惠／著作:伊藤和典,发布日期： 1984/11。
永遠的魔法小天使
作者： 高田明美　譯者：章澤儀　出版社：台灣東販 
出版日期：2015/02/12　ISBN：9789863316039

## 外部連結
- Studio Pierrot動畫官方網站 （页面存档备份，存于）（日語）
- 魔法小天使30週年紀念特設網站 （页面存档备份，存于）（日語）
- 《我是小甜甜》中文論壇 （页面存档备份，存于）
- 互联网电影数据库（IMDb）上《魔法小天使》的资料（英文）
- 博客來－永遠的魔法小天使 （页面存档备份，存于）